# Bernd-Udo Rinas
Bernd-Udo Rinas (* 1961) ist ein deutscher Sozialpädagoge und Hochschullehrer an der FH Potsdam.

## Leben
Bernd-Udo Rina wuchs mit 5 Geschwistern in einer Arbeiterfamilie auf. Nach dem Abitur, einem freiwilligen sozialen Jahr und dem Zivildienst durchlief er eine Ausbildung zum Erzieher. Anschließend arbeitete er als Erzieher und nahm dann ein Studium im Fach Soziale Arbeit auf, parallel ein Studium Politikwissenschaften und Soziologie. In beiden Studiengängen erhielt er den Abschluss Diplom-Sozialarbeiter/Sozialpädagoge und Magister der Politikwissenschaften. Danach arbeitete er in Projekten mit rechtsextremen Jugendlichen, als Streetworker, Jugendpfleger und Jugendbeauftragter in mehreren Bundesländern.
Ab 2009 war er Referatsleiter im Landesjugendamt Brandenburg und schließlich Referent im Ministerium für Bildung, Jugend und Sport im Land Brandenburg. Seit 2017 ist er als nebenberuflicher Professor im Fachbereich 1 der Fachhochschule Potsdam tätig.

## Thesen
Bernd-Udo Rinas, der seit Ende der 1990er-Jahre Veganer ist, hat sich wissenschaftlich mit dem veganen Lebensstil in der Gegenwart auseinandergesetzt. In seinem Buch „Veganismus. Ein postmoderner Anarchismus bei Jugendlichen?“ (2012), das aus einer Dissertation an der Universität Gießen hervorging, zieht er – nach einem Überblick über die aktuelle Situation in Europa, über vegane Lebensformen in verschiedenen Kulturen und über Philosophie und Veganismus in der Antike – Parallelen zwischen dem derzeit in der Jugendkultur boomenden Veganismus und dem Anarchismus und stellt die Frage, ob die Veggie-Bewegung nicht möglicherweise Potential für einen zeitgemäßen Anarchismus haben könnte, ob der vegane Lebensstil am besten in unsere Zeit passe. Die Menschen hätten genug von Theorien und Utopien. „In ihr [der veganen Lebensweise] werde erkannt, dass sich durch die Globalisierung für unterschiedliche Individuen an verschiedenen Orten auch unterschiedliche Konsequenzen ergeben können“.

## Schriften
- Zwischen 30 und 40: Perspektiven und Lebensentwürfe der 78er Generation. Edition Ergon, Pfungstadt/Bensheim 1995, ISBN 978-3-927960-27-5
- (Art)gerecht ist nur die Freiheit : Geschichte, Theorie und Hintergründe der veganen Bewegung. Focus-Verlag, Giessen 2000, ISBN 978-3-88349-486-9
- Veganismus : Ein postmoderner Anarchismus bei Jugendlichen? Hirnkost, Berlin 2012, ISBN 978-3-940213-71-6